# سیارک ۲۳۴۳۶
سیارک ۲۳۴۳۶ (به انگلیسی: 23436 Alekfursenko، نامگذاری:1982UF8) بیست و سه هزار و چهارصد و سی و ششمین سیارک کشف شده‌است که در ۲۱ اکتبر ۱۹۸۲ کشف شد.
قدر مطلق سیارک برابر ۲۴.۵ است.